# Михайловский (Новохопёрский район)
Михайловский — посёлок (с 1994 года) в Новохопёрском районе Воронежской области России.
Административный центр Михайловского сельского поселения.

## География

### Улицы
- ул. Газовая
- ул. Луговая
- ул. Центральная
- ул. Энергетиков

## История
История села началась в двадцатые годы XX века.
Освободившиеся в ходе Октябрьской революции и гражданской войны земли помещицы Раевской были отданы советской властью под свободное заселение. И хотя бродили в окрестностях банды Грачева и Краснова, первые поселенцы в пойме реки Татарки появились летом 1920 года, а весной следующего года началось массовое заселение. Прибывали поселенцы из сел Пыховки и Никандровки, Аржаневки и Кутки Новохоперского уезда. Первыми жителями были семьи Корнеевых, Евстигнеевых, Гусляевых, Кабышиных, Телюковых, Сироткиных. Всего около 150 семей расселились на левом высоком берегу реки, назвав части нового села по именам своих прежних сёл. Ту часть села, где стали проживать выходцы из Пыховки, назвали Михайловкой по имени первых поселенцев Михаила Ладанова и Михаила Чередникова. Это название и стало общим для нового села.
Плодородные земли, заливные луга, неширокая, но глубокая река, богатая рыбой, обильные сенокосы, лесистые балки привлекли людей. Селились сначала в землянках и времянках из частокола, постепенно перевозя старые дома из прежних мест. Жили бедно, не было даже керосиновых ламп и для вечернего освещения использовали пузырек с керосином, в который вставляли фитиль, носили обрезки от сапог, надевали полотняную одежду. Полотно для одежды изготавливали из конопли на самодельных станках. Стирали одежду в речной воде, даже зимой у проруби, почти каждый день, можно было видеть женщин с корзинами белья для стирки. Для придания мягкости полотняной одежде, отбивали её полуметровой изогнутой доской с зубцами, которую называли «рубель». Молодым на свадьбу дарили ведро, стол, стул и по ложке от каждого близкого родственника. С весны 1921 года наделяли землёй: по 3 гектара на едока. Не хватало тягла, осваивали целинные земли, группируясь вокруг сельчан, имевших пару лошадей или волов. Был даже экзотичный для этих мест верблюд. Каждый обрабатывал свой надел, пашню поднимали плугом и сохой, закладывали личные сады, огороды. Сеяли вручную, косили косами, и обмолачивали снопы цепами. Обильный урожай 1922 года способствовал образованию зажиточных для того времени хозяйств. Не обошлось и без раскулачивания. Самая зажиточная семья Ткачевых, жившая несколько обособленно, выше основного поселения, у балки возле пруда, была многочисленна, поэтому имела много пахотной земли, ей принадлежали балка и пруд, все работали сами от зари до зари и нанимали сезонных работников, что привело к первому раскулачиванию. Семьи кулаков ссылали в Сибирь, некоторым удалось скрыться до ареста.
С 11 августа 1928 года начался новый этап в истории села. В этот день был организован первый колхоз в поселке Ново-Никандровке. Его организатором и первым председателем был Тихон Давыдович Кондрашов. Колхоз назвали «Красный пахарь» и состоял он из 22 хозяйств. В той части, что названа была собственно Михайловкой, организовали 3 артели по 3-5 дворов в каждой. Это были товарищества по совместной обработке земли, и в каждой артели и колхозе было по трактору. Не забыть того дня, когда трактористы на своих машинах появились на улице. Какой неописуемый восторг охватил людей. Они старались тщательно осмотреть стальное чудо, прикидывали, сколько лошадей или быков оно может заменить. Первыми трактористами стали Хорошунов Яков Иванович, Крайников Иван Павлович, Кушнарев Михаил Пегасьевич, Золотарев Александр Дмитриевич. Со временем на территории села образовалось 3 колхоза: «Красный пахарь», «Новая жизнь», «Новый путь». Осенью 1929 года мелкие хозяйства образовали колхоз «Красный Коминтерн», позднее переименованный в "Имени «Коминтерна». Председателем стал рабочий-двадцатипятитысячник Медведев из Ленинграда. Здесь уже было 5 тракторов, 2 мельницы-ветрянки, 4 молотилки, 3 сноповязалки, косилки, жатки, а животноводство создали из крупного рогатого скота, отобранного у кулаков. Молочное стадо достигло 50 голов через пять лет, первыми доярками работали Надежда Соломоновна Могилат и Наталья Ивановна Гусляева.
В 1924 году была организована начальная школа, преобразованная в 1932 году в семилетку, в 1954 году — в десятилетку, а в 2007 году, из-за уменьшения количества учеников, в девятилетку. В 1932 году в здании бывшей начальной школы разместились сельский совет и клуб. В этом здании после капремонта находится в настоящее время администрация села. Одновременно с образованием семилетней школы была открыта больница в северной части села, где наряду с приемным отделением был и роддом и аптека. Организатором строительства больницы был Иван Онуфриевич Матвиенко, а после его ухода на пенсию на посту заведующей много лет работала Антонина Павловна Перловская. В 1933 году для клуба построили из перевезенных домов с разрушенных хуторов просторное помещение в центре села. Со всех окрестных сел и поселков приезжали зрители посмотреть кинофильм и выступления самодеятельности. С 1937 года работа в полеводстве колхоза имени Коминтерна, как и других хозяйств в нескольких близлежащих сёлах, была возложена на созданную Михайловскую машинно-тракторную станцию (МТС). Механизаторы добирались на работу в МТС на подводах даже за 15 км из близлежащих сел и поселков рано утром и возвращались с работы уже в темноте. Основную работу на полях выполняли с помощью тракторов и прицепной к ним технике, но велика была ещё доля работы на лошадях и волах.
Во время Великой Отечественной войны всё мужское население было мобилизовано на фронт. Вся работа на селе легла на плечи женщин и подростков. Работали, не считаясь со временем суток. Запасные части к технике изготавливали в кузне и мастерских МТС. Здесь отлично трудились слесарь Сироткин Алексей Егорович, кузнецы Кабышин Григорий Егорович и Золотарев Федор Митрофанович. Долгим и тяжелым был путь войны, сельчане сражались на всех фронтах, оставшиеся в живых вернулись с наградами, но многие не вернулись. Один из наших земляков удостоился высшей награды страны — Афанасьев, Владимир Ильич (1921—1979) — за время войны совершил более 300 боевых вылетов на истребителях ЛаГГ-3 и Ла-5, в воздушных боях лично сбил 11 и в группе 5 самолётов противника. За мужество и героизм, проявленные в боях, старшему лейтенанту Афанасьеву Виктору Ильичу Указом Президиума Верховного Совета СССР от 29 марта 1944 года присвоено звание Героя Советского Союза с вручением ордена Ленина и медали «Золотая Звезда» (№ 3330). Учился в Михайловской семилетней школе, приезжал в гости, рассказывал ученикам и сельчанам о боевом пути, долгие годы вел переписку с учащимися школы.
После войны в колхозе числилось 14 коров, 8 свиноматок и 120 овец. Техники осталось мало, была она очень изношена, поэтому часть пахоты пришлось поднимать на коровах, Тяжко отозвался и жестокий голод 1946 года. В пищу пошли желуди и ракушки, лебеда и щавель. Голод не был смягчающим обстоятельством для суровых послевоенных законов: на несколько лет тюрьмы была осуждена многодетная вдова за сбор колосков на убранном поле. На тюремные нары отправили Ефросинью Ивановну Калюжную, за попытку накормить восьмерых детей. Лишь к концу 1950-х годов колхоз становится крепким хозяйством, оснащаясь новыми тракторами, комбайнами, автомобилями и другой сельскохозяйственной техникой. Строились новые фермы, увеличивалось поголовье в животноводстве, на фермах монтировались автопоилки, механизированная подача кормов, мехдойки, облегчая тяжелый труд доярок. Осязаема стала заработная плата в виде трудодней колхоза, на которые давали зерно и сахар, механизаторы за уборочную получали зерно машинами. Велика заслуга в становлении крепкого хозяйства была председателя колхоза, бывшего фронтовика Макара Семеновича Овчаренко. Фронтовики были примером в труде на полях и фермах. Лучшие комбайнеры колхоза Иван Андреевич Нескребин и Николай Степанович Диденко долгие годы оспаривали первенство, работая на своих прицепных комбайнах до поздней ночи и начиная страду вновь с первыми лучами солнца. 51 год отработал И. А. Нескребин за штурвалом комбайна, добавил к боевым наградам медали и орден за мирный труд, успел поработать и на современных комбайнах, воспитал себе молодую смену механизаторов. А Тимофей Иванович Радченко получил орден Ленина как лучший чабан района. В мирном труде прославился наш земляк Павел Иванович Заруднев, получив звание Героя Социалистического Труда за освоение целины. В честь знаменитых Героев В. И. Афанасьева и П. И. Заруднева открыта мемориальная доска на здании школы.
В 1961 году колхоз реорганизовали, как и во всех окрестных селах, в совхоз. Михайловка вошла в качестве отделения в совхоз имени 22-го партсъезда, центр которого был в Долиновке за 25 км от села. В 1968 году совхоз разукрупнился и в селе образовано отделение совхоза «Восход» с центром за 10 км в селе Полежаевке. Имея после ликвидации МТС крепкие кадры механизаторов и при наличии плодородных почв, село становится зерноводческим отделением. Построили механизированный ток и капитально отремонтировали созданную ещё на базе бывшего МТС ремонтно-механическую мастерскую, которую все эти годы возглавлял Таранцов Иван Пантелеевич. В 1982 году на базе села Михайловка и поселка Пионерский был образован совхоз «Новый». Первым директором совхоза был назначен Владимир Владимирович Будков. Во вновь образованном хозяйстве резко возросли темпы строительства: построили три десятка жилых домов, новые фермы, бани, крытые сенохранилища. На восьмидесятые годы приходится расцвет социалистического хозяйства. Десятки единиц автомобилей, тракторов, сложной прицепной техники, около 600 голов дойного стада, до тысячи овец, 7700 га сельхозугодий выдавали за год до 6000 тонн зерна, до 5000 тонн сахарной свеклы, сотни тонн молока и мяса. Население за оплату и предоставление сенокосов также сдавало мясо, молоко, шерсть и яйца, плоды и овощи. Крепла и социальная инфраструктура села: в пятидесятые годы в каждом доме появилось радио, где местные новости давал свой радиоузел, а с 1956 года началась электрификация села, приезжали выездные бригады бытового обслуживания, строились добротные дома без соломенных крыш, проложили 1,5 км водопровода по селу. В 1954 году выпускники школы впервые получили аттестаты о среднем образовании. Большая заслуга в открытии десятилетки принадлежала директору школы Варфоломею Венедиктовичу Куну, поляку по национальности, которого все в селе называли Павел Иванович и считали своим любимым учителем, его на этом посту на несколько десятилеий затем сменила Маргарита Яковлевна Островская. Дети из многих окрестных сел не имевших десятилеток учились здесь в 9-10 классах, а около десяти учащихся получили серебряные медали к аттестату.
Жизнь не переставала удивлять людей. В начале 1960-х годов фильмы в клубе стали демонстрироваться на широком экране. Купили первые телевизоры счастливчики, которые смогли поставить 30-и метровые антенны для уверенного приема телесигнала в нашей долине. Пункт бытового обслуживания заработал в селе, регистрацию новобрачных стали проводить в сельском клубе, где все желающие сельчане могли поздравить жениха и невесту и полюбоваться ими во время свадебного вальса. 9 мая 1966 года на торжественном митинге был открыт памятник погибшим землякам в Великой Отечественной войне, на котором 94 фамилии наших сельчан, не пришедших с полей сражений. В 1974 году открыто новое двухэтажное здание школы со спортзалом и собственной котельной. В 1987 году асфальтное покрытие дорог прошло по дорогам совхоза, и появился выход на междугородние трассы, межгородской автобус делает остановку в селе. Побочным эффектом из-за строительства насыпи дороги и нещадной распашки всех склонов речной долины стало обмеление реки, которая местами исчезла с поверхности земли.
С 1992 года наступил новый этап с истории села. В связи с изменением общественных отношений в стране, село вступило на путь регресса. Разрушились фермы бывшего совхоза, на базе которого пытались создавать недолго существующие общества по сельскому хозяйству, исчезли трактора и комбайны, заросли сорняками многие поля, животноводство прекратило своё существование. На территории села образовалось несколько фермерских хозяйств. Фермеры Кочетков И. Ф., Нескребин А. И., Чукуров А. И., Лозовой О. Н. и другие занимаются животноводством и земледелием. Любовь и преданность к селу, к земле они передают своим детям, которые являются их первыми помощниками. Несмотря на то, что в 2008 году село и школа газифицированы, на большинстве домов видны спутниковые антенны телевидения, оснащена компьютерами с выходом в интернет школа, не редкость компьютеры и мобильные телефоны у молодежи — жизнь в селе не стала сказочной. Мобильная телефонная связь отсутствует до сегодняшнего дня. Власти района и области отказываются поставить сотовый ретланслятор на телевышке возле Владимировки. Трудоспособное население вынуждено искать работу в столице и крупных городах, а пожилым суждено жить на пенсию да уповать на приусадебное хозяйство.